# Kazakstans herrlandslag i bandy
Kazakstans herrlandslag i bandy representerar Kazakstan i bandy på herrsidan. Kazakstan har i världsmästerskap som bäst vunnit brons, vilket man har gjort sex gånger, nämligen 2003, 2005 och fyra gånger i rad sedan 2012 på hemmaplan. Man deltog i Asiatiska vinterspelen 2011 som spelades på hemmaplan, där man tog guld.

## VM 2016
Kazakstans trupp i Bandy-VM i Uljanovsk 2016
- Förbundskapten:  Alexej Nikisjov

| Målvakt |

| Pos. | Ålder        | Namn               | Klubb             |
| ---- | ------------ | ------------------ | ----------------- |
| Mv   | 15 juni 1990 | Iljas Chajrekisjev | Universal Saratov |
| Mv   | 9 juni 1982  | Andrej Rejn        | HK Vodnik         |

| Utespelare |

| Pos. | Ålder            | Namn                  | Klubb                   |
| ---- | ---------------- | --------------------- | ----------------------- |
| F    | 15 oktober 1983  | Denis Maximenko       | HK Start                |
| F    | 1 december 1988  | Anatolij Golubkov     | SKA Neftianik           |
| F    | 8 maj 1981       | Konstantin Pepeljajev | HK Uralskij Trubnik     |
| F    | 21 januari 1988  | Vasilij Zjaukenov     | Kazakstan               |
| F    | 21 januari 1981  | Dmitrij Zavidoskij    | Kazakstan               |
| F    | 16 december 1980 | Vjatjeslav Bronnikov  | Cheremshan Dimitrovgrad |
| Mf   | 22 maj 1986      | Pavel Dubovik         | Bajkal Energija         |
| Mf   | 8 februari 1986  | Denis Slautin         | Rodina Kirov            |
| Mf   | 20 augusti 1981  | Maxim Gavrilenko      | Bajkal Energija         |
| Mf   | 8 augusti 1982   | Andrej Kovaljov       | Kazakstan               |
| Mf   | 7 augusti 1986   | Ruslan Galjautdinov   | HK Start                |
| Mf   | 7 november 1982  | Jevgenij Sjadrin      | Bajkal Energija         |
| Mf   | 4 november 1990  | Sergej Potjkunov      | HK Volga Uljanovsk      |
| A    | 22 augusti 1979  | Leonid Bedarev        | HK Start                |
| A    | 13 maj 1988      | Rauan Isalijev        | HK Sibselmasj           |
| A    | 22 april 1981    | Alexandr Nasonov      | Bajkal Energija         |

## Kazakstan i världsmästerskap
| Turnering              | Slutplacering |
| ---------------------- | ------------- |
| USA 1995               | 4             |
| Sverige 1997           | 4             |
| Ryssland 1999          | 5             |
| Sverige Finland 2001   | 4             |
| Ryssland 2003          | 3             |
| Sverige 2004           | 4             |
| Ryssland 2005          | 3             |
| Sverige 2006           | 4             |
| Ryssland 2007          | 4             |
| Ryssland 2008          | 4             |
| Sverige 2009           | 4             |
| Ryssland 2010          | 4             |
| Ryssland 2011          | 4             |
| Kazakstan 2012         | 3             |
| Sverige 2013           | 3             |
| Ryssland 2014          | 3             |
| Ryssland 2015          | 3             |
| Ryssland 2016          | 4             |
| Sverige 2017           | 5             |
| Ryssland och Kina 2018 | 4             |
| Sverige 2019           | 4             |

### Fotnoter
http://www.bandyworld.se/vm-2016/kazakstan-2016 Truppen till Bandy-VM 2016
1. ↑  Lagbild Arkiverad 25 maj 2013 hämtat från the Wayback Machine.
2. ↑  Lagbild efter bronset i VM 2015
3. ↑  ”Arkiverade kopian”. Arkiverad från originalet den 16 april 2021. https://web.archive.org/web/20210416172215/https://ocasia.org/News/IndexNewsRM.aspx?redirect=1640. Läst 21 januari 2011.
4. ↑  Truppen till Bandy-VM 2014